# Skołyszyn (stacja kolejowa)
Skołyszyn – stacja kolejowa w Skołyszynie, w województwie podkarpackim, w Polsce. Obecnie obsługują ją pociągi Rzeszów-Jasło-Gorlice.

## Ruch pasażerski
| Rok  | Wymiana pasażerska na dobę |
| ---- | -------------------------- |
| 2017 | 0-9                        |
| 2022 | 0-9                        |